# Sweet Kissin' in the Moonlight
Sweet Kissin' in the Moonlight är en dansbandslåt skriven av Lina Eriksson och Mårten Eriksson. Den skrevs till den svenska Melodifestivalen 2009, där det först var tänkt att Lasse Stefanz skulle delta med låten. Efter att dessa i november 2008 tackade nej till att delta med låten, som då hade titeln "Den första kyssen", tackade istället Thorleifs ja. Låten deltog vid fjärde deltävlingen i Malmö den 28 februari 2009, men slutade på femte plats och åkte ur tävlingen.
Låten testades på Svensktoppen den 22 mars 2009 men misslyckades med att ta sig in på listan.
Singeln nådde som högst 55:e plats på den svenska singellistan.

## Listplaceringar
| Lista (2009) | Position |
| ------------ | -------- |
| Sverige      | 55       |